# Marty Cordova
Pour les articles homonymes, voir Cordova.
Martin Kevin Cordova (né le 10 juillet 1969  à Las Vegas, Nevada, États-Unis) est un joueur de baseball qui a évolué à la position de voltigeur dans les Ligues majeures de 1995 à 2003.
Avec les Twins du Minnesota, Marty Cordova a été nommé recrue par excellence de la Ligue américaine en 1995.

## Carrière
Marty Cordova est drafté en 10e ronde par les Twins du Minnesota en 1989. Il joue son premier match dans les majeures le 26 avril 1995 et est élu recrue de l'année dans la Ligue américaine à l'issue d'une première saison où il frappe 24 coups de circuit et totalise 84 points produits, en plus de voler 20 buts.
En 1996, il établit des sommets personnels en carrière au chapitre des coups sûrs (176), des doubles (46) et des points produits (111), en plus d'afficher sa meilleure moyenne au bâton à vie (309).
Destiné à un bel avenir dans le baseball après des débuts prometteurs, Cordova est handicapé par les blessures au cours des années subséquentes. Entre 1997 et 2000, il manque plus de 200 parties.
Début 2000, il signe comme agent libre avec les Red Sox de Boston mais est retranché avant l'ouverture de la saison régulière. Les Blue Jays de Toronto lui offre alors un contrat, mais Cordova ne joue que 62 parties avec eux.
En 2001, il cogne 20 coups de circuit à sa seule saison avec les Indians de Cleveland. Il s'aligne en 2002 avec les Orioles de Baltimore pour 131 matchs, son plus haut total de parties jouées depuis 6 ans, mais une opération au coude droit le contraint à mettre un terme à sa saison 2003 après seulement 9 parties dans l'alignement et à renoncer à jouer en 2004. En 2002, Cordova est aussi absent du jeu après avoir subi des brûlures au visage après s'être endormi dans un lit de bronzage,.
Inactif en 2004, il tente sans succès un retour dans les majeures avec les Devil Rays de Tampa Bay. Ceux-ci lui proposent un contrat des ligues mineures, mais Cordova choisit la retraite au lendemain de l'ouverture des entraînements de printemps.
En 952 parties dans les grandes ligues, Marty Cordova, un voltigeur, a maintenu une moyenne offensive de 274 avec 938 coups sûrs, 122 circuits, 540 points produits et 480 points marqués.